# Lauren Woodland
Lauren Woodland (Carson City, 28 de Outubro de 1977) é uma atriz estadunidense, indicada ao Daytime Emmy em 2004, por seu papel em The Young and the Restless como Brittany Hodges.

## Biografia

### Vida pessoal
Lauren Woodland nasceu na pequena cidade de Carson City, no estado de Nevada, e se formou na universidade do estado, no curso de artes dramáticas.[carece de fontes?] Ficou conhecida no início desta década por seu namoro com Mike Tyson.

### Carreira
Woodland começou sua carreira com uma pequena participação no filme Body Count, estrelado por Bernard White, seguida de um pequeno papel em um episódio de L.A. Law, no mesmo ano, marcando sua estréia na TV.
No ano seguinte, Lauren foi escalada para The Dom DeLuise Show, porém, o programa foi cancelado antes mesmo de completar sua primeira temporada. Em 1990, um outro papel foi oferecido à jovem, Emily Francisco na série de televisão da FOX, Alien Nation. O seriado de ficção científica não fez um enorme sucesso no início da década de 1990, mas ganhou status cult na década seguinte, e tornou Woodland um nome relativamente famoso na TV. No mesmo ano, ela foi indicada ao Young Artist Award de melhor atriz coadjuvante em uma série de TV, por seu papel neste programa.
Posteriormente, mais aparições especiais em programas de televisão se seguiram, entre eles, Quantum Leap, Brooklyn Bridge e Brotherly Love, bem como dois filmes Frame Up e sua seqüência, até que Woodland foi escalada em Sunset Beach, iniciando sua carreira na televisão diurna.
Pouco depois, ela interpretou Janelle em Port Charles, e em 2000, conseguiu o papel que a consagraria, Brittany Hodges em The Young and the Restless. Após deixar o programa em 2005, Woodland fez pequenas participações em seriados como Living with Fran e Cold Case, e tentou carreira no cinema, com Beautiful Dreamer e The Shadow Effect, ao lado de sua co-estrela em The Young and the Restless, Thad Luckinbill.

## Filmografia

### Televisão
- 2007 Cold Case como Becca Armstrong
- 2006 Living with Fran como Jenny Martin
- 2005 The Young and the Restless como Brittany Hodges
- 2000 Undressed como Anika
- 2000 Seven Days como Val Kilby
- 1999 Port Charles como Janelle
- 1998 Encore! Encore! como Hayley
- 1998 Sunset Beach como Sara Cummings
- 1997 Brotherly Love como Julia Gibbs
- 1993 Brooklyn Bridge como Mary Beth
- 1990 Quantum Leap como Jamie Spontini
- 1990 Alien Nation como Emily Francisco
- 1988 The Dom DeLuise Show como Rosa
- 1987 L.A. Law como Kelly Brophy

### Cinema
- 2006 The Shadow Effect como Holly Whitecotton
- 2006 Beautiful Dreamer como Racheal
- 2000 The Doorway como Tammy
- 1996 Frame Up 2 como Sue Baker
- 1991 Frame Up como Sue Baker
- 1991 Twenty Dollar Star como Vanessa
- 1987 Body Count como Deborah

## Prêmios
| Ano  | Premiação           | Categoria                                                | Indicado(s)                                    | Resultado |
| ---- | ------------------- | -------------------------------------------------------- | ---------------------------------------------- | --------- |
| 2004 | Daytime Emmy        | Melhor atriz jovem em uma série de televisão dramática   | Lauren Woodland por The Young and the Restless | Indicado  |
| 1990 | Young Artist Awards | Melhor atriz coadjuvante jovem em uma série de televisão | Lauren Woodland por Alien Nation               | Indicado  |